# Игамбердиев, Абир Убаевич
Абир (Андрей) Убаевич Игамбердиев (род. 4 июля 1959 г.) — российско-канадский биолог, профессор Мемориального университета Ньюфаундленда, Канада. Известен исследованиями по организации метаболизма растений, концептуальному развитию основ теоретической биологии и работами по философии науки.

## Краткая биография
А. У. Игамбердиев родился в Алма-Ате (Казахстан) и долгое время жил в Воронеже (Россия), выпускник биолого-почвенного факультета Воронежского государственного университета, ученик профессора А. А. Землянухина. Защитил кандидатскую диссертацию в Воронежском университете в 1985 году и докторскую диссертацию в Институте физиологии растений Российской Академии Наук в Москве в 1992 году. Работал преподавателем, доцентом, профессором и заведующим кафедрой физиологии и биохимии растений Воронежского государственного университета. Удостоен звания Соросовский профессор в 1995—1996 и 1998 годах. В 1990-х годах был приглашенным ученым в Университете Умео (Швеция), Свободном университете Берлина (Германия), Университете Вайоминга (США) и Национальной лаборатории Рисё (Дания). В 2002 году переехал в Канаду, где работал в Университете Манитобы (Виннипег), а с 2007 года — в Мемориальном университете Ньюфаундленда (Сент-Джонс, Ньюфаундленд), где в настоящее время является профессором биологического факультета.

## Профессиональная деятельность
А. У. Игамбердиев опубликовал более 300 рецензируемых журнальных публикаций и несколько монографий. В настоящее время является главным редактором журнала BioSystems и тематическим редактором журнала Journal of Plant Physiology (оба журнала издаются издательством Elsevier). А. У. Игамбердиев проводит исследования по следующим направлениям: организация метаболизма, биоэнергетика растительной клетки, энзимология растений, адаптация растений к кислородному стрессу, метаболизм оксида азота (NO) у растений и роль гемоглобинов растений, основы теоретической биологии, философия науки и динамика социальных систем. Согласно Google Scholar, по данным на сентябрь 2024 года, его работы цитировались более 10000 раз, индекс Хирша — 55. А. У. Игамбердиев также является автором рассказов и очерков по классической музыке, литературе и философии.
А. У. Игамбердиев внес существенный вклад в характеристику метаболических путей и ферментов дыхательного метаболизма растений. Он обнаружил, что митохондрии растений используют нитрит в качестве альтернативного акцептора электронов при недостатке кислорода и продуцируют оксид азота (NO), который далее превращается в нитрат при участии растительного гемоглобина (фитоглобина). Этот процесс был назван циклом фитоглобина и оксида азота. А. У. Игамбердиев разработал термодинамическую концепцию метаболизма, согласно которой быстрые реакции, обеспечиваемые работой наиболее активных ферментов, обеспечивают устойчивую неравновесную динамику живых систем. Он ввел понятие внутреннего квантового состояния живых систем, которое определяет их морфогенез и эволюцию. Эволюция социальных систем рассматривается А. У. Игамбердиевым как непрерывная генерация и взаимодействие рефлексивных моделей внешнего мира, которые определяют социальную динамику и структуру обществ.